# Louder (R5)
Louder è il primo album in studio del gruppo musicale pop rock statunitense R5, pubblicato negli Stati Uniti il 24 settembre 2013 e in Italia l'8 aprile 2014 dall'etichetta discografica Hollywood Records.

## Composizione
La realizzazione dell'album ha richiesto oltre un anno di lavoro e ha visto impegnati nella stesura dei testi e delle musiche gli stessi R5 e alcuni autori esterni al gruppo, tra cui Evan 'Kidd' Bogart, Andrew Goldstein, Emanuel Kiriakou e Lindy Robbins, mentre nella fase di registrazione in studio la band si è avvalsa della collaborazione di Ed Reyes al pianoforte, alla tastiera e nei cori.
Louder, nelle parole degli stessi R5, è "un album perfetto da suonare in auto nelle notti d'estate".
(Rydel Lynch)
(Ellington Ratliff)
Louder segna un discostamento dalle sonorità pop punk e pop rock tipiche del primo periodo indipendente degli R5, in favore di una musicalità maggiormente legata al genere pop, con elementi provenienti dal pop rock e dal power pop. I temi trattati nell'album sono legati alla giovinezza, all'amore e alla libertà.

## Pubblicazione
L'album è stato pubblicato in Nord America il 24 settembre 2013 dall'etichetta Hollywood Records. In Europa Louder è stato invece pubblicato nel mese di aprile 2014 dalla stessa etichetta ed è stato distribuito dalla Universal Music.
Successivamente gli R5 pubblicarono una deluxe edition dell'album per il mercato musicale internazionale, contenente quattro tracce bonus, seguita da una seconda versione deluxe riservata al mercato giapponese, che contiene cinque tracce bonus tra cui l'inedito Crazy Stupid Love. La versione Target contiene una traccia bonus prodotta da Rocky Lynch, Wishing I Was 23.

## Edizioni

### Louder
L'edizione internazionale del disco, pubblicata anche in Italia, contiene 11 tracce inedite:
1. Pass Me By – 3:21 (R5, Evan “Kidd” Bogart, Andrew Goldstein, Emanuel Kiriakou, Savan Kotecha)
2. (I Can't) Forget About You – 3:31 (R5, Evan “Kidd” Bogart, Andrew Goldstein, Emanuel Kiriakou, Lindy Robbins)
3. Ain't No Way We're Goin' Home – 3:06 (Evan “Kidd” Bogart, Andrew Goldstein, Emanuel Kiriakou)
4. I Want U Bad – 3:13 (Evan “Kidd” Bogart, Andrew Goldstein, Emanuel Kiriakou, Lindy Robbins)
5. If I Can't Be with You – 2:55 (R5, Evan “Kidd” Bogart, Andrew Goldstein, Emanuel Kiriakou, Jens Koerkemeier, Tony Oller)
6. Love Me Like That – 3:21 (R5, Evan “Kidd” Bogart, Andrew Goldstein, Emanuel Kiriakou, Lindy Robbins)
7. One Last Dance – 3:21 (Evan “Kidd” Bogart, Andrew Goldstein, Emanuel Kiriakou, Lindy Robbins)
8. Loud – 3:26 (Evan “Kidd” Bogart, Andrew Goldstein, Emanuel Kiriakou, Lindy Robbins)
9. Fallin' for You – 3:36 (Evan “Kidd” Bogart, Andrew Goldstein, Emanuel Kiriakou, Lindy Robbins)
10. Cali Girls – 3:28 (Riker Lynch, Rocky Lynch, Nathanael Boone)
11. Here Comes Forever – 3:15 (Riker Lynch, Ross Lynch, Rocky Lynch, Evan “Kidd” Bogart, Andrew Goldstein, Emanuel Kiriakou)

### Louder - Deluxe Edition
L'edizione Deluxe Edition del disco, pubblicata anche in Italia, è costituita da 1 CD contenente 4 tracce aggiuntive:
1. Loud (versione acustica) – 3:26
2. Fallin' For You (versione acustica) – 3:18
3. I Want You Bad (versione acustica) – 3:23
4. Here Comes Forever (versione acustica) – 3:14

### Louder - Japan Deluxe Edition
L'edizione Japan Deluxe Edition dell'album, riservata al mercato giapponese, contiene 5 tracce aggiuntive, tra cui un inedito:
1. Loud (versione acustica) – 3:26
2. I Want You Bad (versione acustica) – 3:23
3. Fallin' For You (versione acustica) – 3:18
4. Crazy Stupid Love – 2:55
5. Christmas Is Coming – 3:08

### Louder - Target Exclusive
La versione Target Exclusive di Louder contiene un brano inedito scritto e prodotto da Rocky Lynch:
1. Wishing I Was 23 – 3:34

## Registrazione
Le registrazioni del disco sono avvenute negli Stati Uniti:
- Studio E, Chalice Recording, Los Angeles: registrazione, mixaggio, masterizzazione.[14]

## Crediti
- R5: artista principale
- Riker Lynch: basso, compositore, voce, cori
- Rocky Lynch: compositore, chitarra, voce, cori
- Ross Lynch: compositore, chitarra, voce
- Rydel Lynch: tastiera, pianoforte, voce, cori, compositrice
- Ellington Ratliff: batteria, voce
- Evan "Kidd" Bogart: compositore, produttore esecutivo
- Nathaniel Boone: compositore
- Mike Daly: A&R
- Chris Gehringeg: masterizzazione
- Andrew Goldstein: compositore, editing, engineer, strumentazione, produttore
- John Hanes: assistente al mixaggio, mixing engineer
- Emanuel Kiriakou: compositore, produttore esecutivo, strumentazione, produttore
- Jens Koerkeimer: compositore, editing, engineer

- Denis Kosiak: assistant Engineer
- Savan Kotecha: compositrice
- Mark Lynch: management
- Andre Recke: management
- Stormie Lynch: stylist
- Tony Oller: compositore
- Ed Reyes: tastiera, pianoforte, voce
- Lindy Robbins: compositore
- Anabel Sinn: direzione artistica
- Dave Snow: direttore creativo
- Pat Thrall: editing, engineer
- Mio Vukovic: A&R
- Sarah Yeo: A&R

## Promozione

### Singoli
Da Louder sono stati estratti quattro singoli, accompagnati da altrettanti videoclip musicali. L'album è stato anticipato dal singolo Loud, contenuto nel precedente EP omonimo e pubblicato come singolo il 19 febbraio 2013.
Il brano Pass Me By è stato estratto come secondo singolo il 29 agosto 2013, a circa un mese dal lancio di Louder. Il terzo singolo, (I Can't) Forget About You, è stato invece reso disponibile il 25 dicembre 2013, mentre il 31 maggio 2014 gli R5 pubblicarono il quarto e ultimo singolo estratto dall'album, disponibile per il solo download digitale, intitolato One Last Dance. Il video musicale di quest'ultimo singolo, diretto da Michel Sandy, è ambientato in Europa e mostra alcune scene girate per le vie di Milano.

### Tour

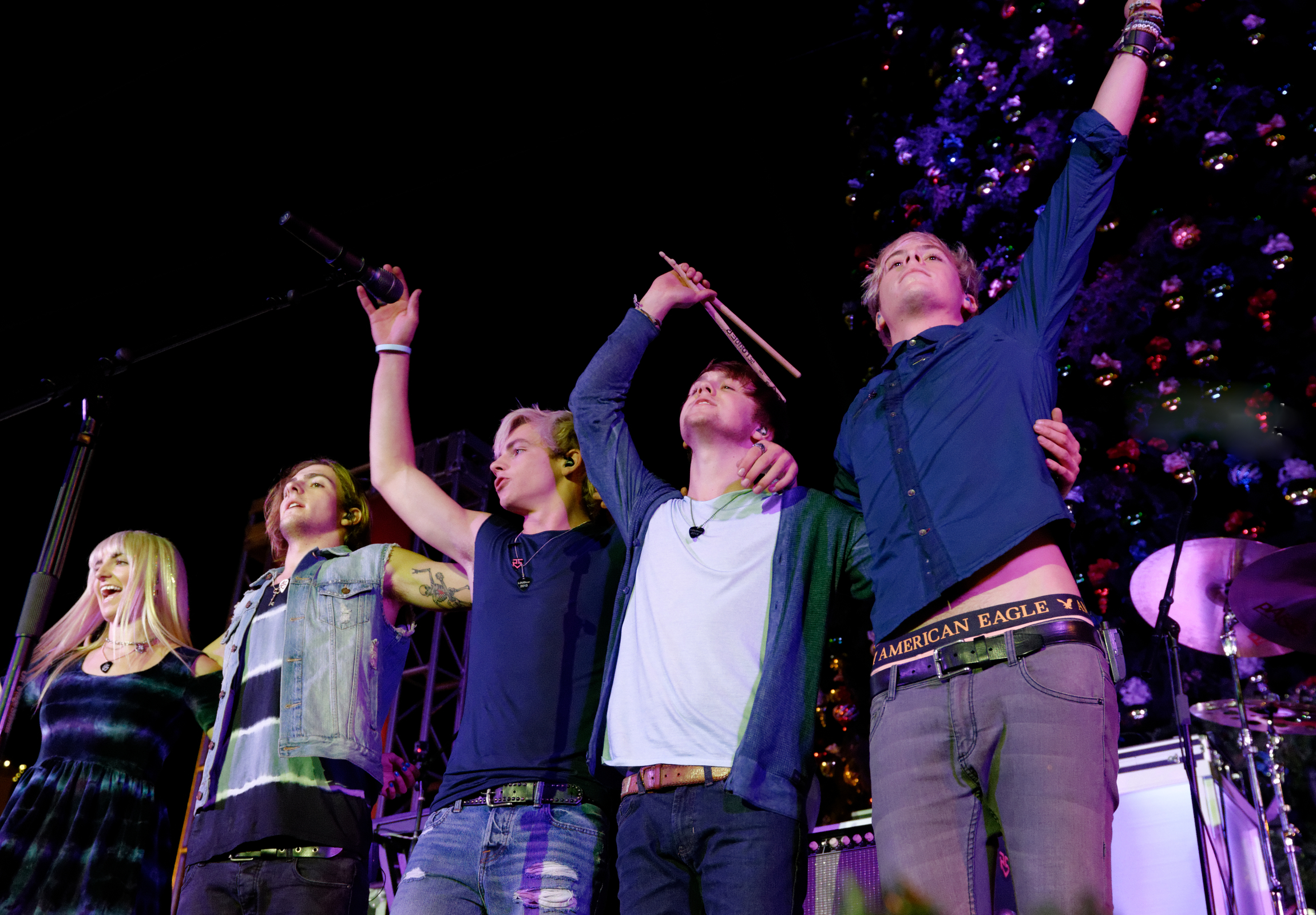
Il gruppo durante un concerto

Nell'ambito della promozione dell'album, gli R5 hanno intrapreso la loro seconda tournée mondiale, il Louder World Tour. Esso ha avuto inizio il 5 febbraio 2014 a Varsavia e ha portato il gruppo ad esibirsi negli Stati Uniti, in Canada, in Messico, in Australia, in Giappone, in Israele e in vari paesi europei, tra cui anche l'Italia.
In occasione del tour, la band ha lanciato il sito R5 Rocks the World, attraverso il quale i fan del gruppo hanno avuto la possibilità di votare con i propri account sui social network le città dove gli R5 si sarebbero esibiti.
Vevo ha realizzato uno speciale in cinque puntate intitolato R5 on R5, seguendo la band durante alcune tappe del Louder World Tour. Ogni puntata è incentrata su un particolare tema e mostra i membri della band impegnati nel tour, durante le prove dei concerti e in altri momenti di vita quotidiana.
In occasione di un concerto tenutosi ad aprile 2014 a Londra, gli R5 hanno inoltre registrato un EP dal vivo, pubblicato nel mese di maggio e intitolato Live in London. L'EP contiene sei brani eseguiti durante il concerto, tra cui una collaborazione con il gruppo musicale inglese The Vamps.

## Accoglienza

### Successo commerciale
Negli Stati Uniti, Louder ha debuttato alla posizione 24 della classifica Billboard 200, vendendo oltre 15.000 copie nella prima settimana di pubblicazione, ed è entrato nella classifica americana Top Digital Downloads alla posizione 14.
Raggiunse inoltre la seconda posizione nella classifica iTunes Pop Chart, venendo classificato come "Chart-topper" nella lista degli album di iTunes di fine anno e vendendo, ad ottobre 2014, oltre 150.000 copie negli Stati Uniti. In seguito riuscì a posizionarsi in cima alle classifiche in dieci paesi.
In Italia l'album debuttò all'undicesima posizione della classifica FIMI.

#### Classifiche
| Paese             | Posizione |
| ----------------- | --------- |
| Belgio (Fiandre)  | 47        |
| Belgio (Vallonia) | 158       |
| Francia           | 121       |
| Irlanda           | 59        |
| Italia            | 11        |
| Giappone          | 60        |
| Polonia           | 13        |
| Portogallo        | 13        |
| Spagna            | 38        |
| Regno Unito       | 149       |
| Stati Uniti       | 24        |

### Critica
La critica musicale internazionale ha preso posizioni diverse riguardo alla valutazione dell'album, dividendosi in giudizi severi e di apprezzamento, come quello di Tim Sendra:
(Tim Sendra, recensione su AllMusic, 25 settembre 2013)
Rachel Ho su Musichel ha elogiato l'album e la band:
(Rachel Ho, recensione su Musichel, 26 settembre 2013)
Xinhua, sul sito Spin or Bin, fa invece notare come l'album "manchi di carisma"; tuttavia ha elogiato nella sua recensione le doti vocali di Ross, Riker e Rocky Lynch.
Paul Lim ha espresso un giudizio più severo sulla rivista di Singapore TODAY:
(Paul Lim, recensione su TODAY, 15 maggio 2014)

#### Giudizi
- Il sito americano AllMusic ha assegnato all'album un punteggio di 3,5/5 ().[34]
- Sul sito di critica musicale Musichel il disco ha ottenuto un punteggio di 4 su 5 ().[38]
- Il sito statunitense PopBoard ha assegnato all'album un giudizio di 5,5/6 ().[39]
- Louder ha ricevuto un punteggio di 2 su 5 sul sito Spin or Bin ().[36]
- Il sito TODAY Online ha assegnato all'album un punteggio di 2/5 ().[37]

## Date di pubblicazione
| Paese       | Data              | Versione               | Formato               | Etichetta         |
| ----------- | ----------------- | ---------------------- | --------------------- | ----------------- |
| Canada      | 24 settembre 2013 | Standard, Deluxe       | CD, download digitale | Hollywood Records |
| Stati Uniti | 24 settembre 2013 | Standard, Deluxe       | CD, download digitale | Hollywood Records |
| Italia      | 8 aprile 2014     | Standard, Deluxe       | CD, download digitale | Hollywood Records |
| Francia     | 7 aprile 2014     | Standard, Deluxe       | CD, download digitale | Hollywood Records |
| Giappone    | 13 novembre 2013  | Standard, Japan Deluxe | CD, download digitale | Hollywood Records |